# Mongongo
Mongongo (Schinziophyton rautanenii), abans anomenat Ricinodendron rautanenii, és un arbre tropical, únic membre del gènere Schinziophyton. Arriba a fer de 15 a 20 m d'alt i es fa al sud d'Àfrica. La seva fusta és groga i té caracterísitques similars a la fusta de balsa, poc pesant i dura.

## Fruit
Té forma d'ou, madura entre març i maig, i conté una fina capa de polpa comestible al voltant de la closca.

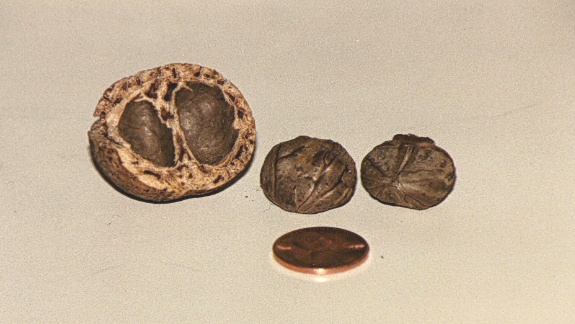
Nou de Mongongo

## Distribució
Es troba a diversos llocs del sud d'Àfrica del nord de Namíbia al nord de Botswana, sud-oest Zàmbia i oest de Zimbàbue. També de l'est de Malawi, i est de Moçambic.

## Usos tradicionals
En algunes zones africanes es considera un aliment bàsic especialment entre l'ètnia San (boiximans) del nord de Botswana i Namíbia que per l'arqueologia s'ha vist que els consumeixen des de fa 7.000 anys. S'emmagatzemen bé i es conserven molt de temps. Alternativament les nous es recuperen dels fems dels elefants.

## Oli de mongongo
Tradicionalment s'ha usat aquest oli per a la cura de la pell.

## Aspecte nutritiu
Per 100 grams de nous de mongongo amb closa:
- 57 g de greix:
  - 44% polinsaturat
  - 17% saturat
  - 18% monoinsaturat
- 24 g proteïna
- 193 mg calci
- 4 mg zinc
- 2.8 mg coure
- 565 mg vitamina E (i tocoferol)